# Рейтано
Рейта̀но (на италиански: Reitano; на сицилиански: Ritanu, Ритану) е село и община в Южна Италия, провинция Месина, автономен регион и остров Сицилия. Разположено е на 396 m надморска височина. Населението на общината е 870 души (към 2011 г.).